# 荒神橋事件

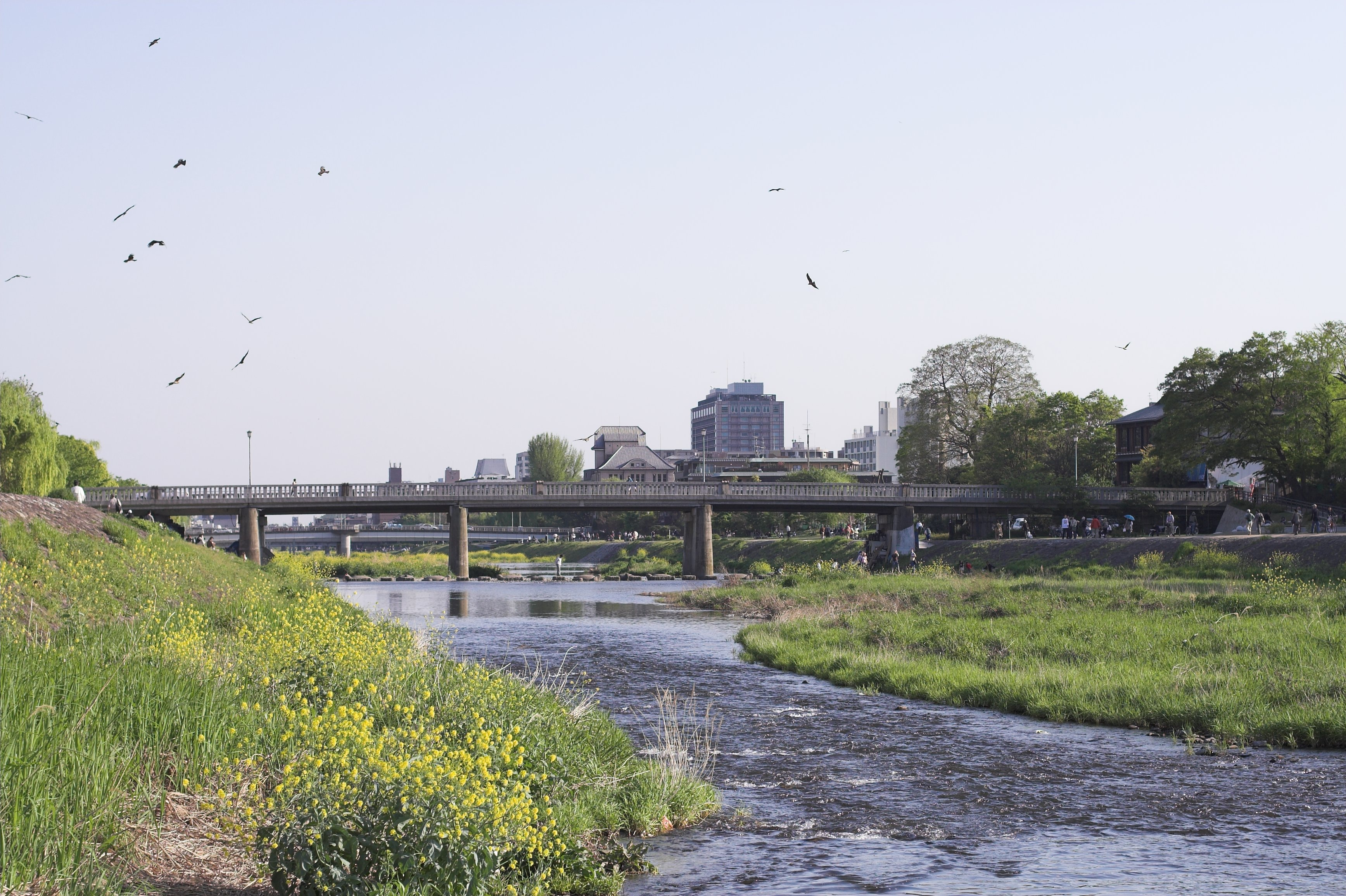
荒神橋（2006年）

荒神橋事件（こうじんばしじけん）は、1953年11月11日、立命館大学広小路キャンパスでの集会に合流しようとした京都大学の学生デモ隊と警官隊が京都市内の荒神橋上で衝突した事件である。

## 概要

### 学園復興会議と「わだつみ像」
1953年、日本国内の大学は戦争による被害から未だ立ち直っておらず、朝鮮戦争や再軍備に伴う財政切りつめにより貧弱な教学環境を強いられていた。またレッドパージなどを通じた国家の介入により大学自治も大きく制約を受けていた。この年、全学連中央委員会は、「教授、職員学生の団結によって明るい学園を復興しよう」をスローガンとした「学園復興会議」を京都の3大学を会場に5日間の予定で開催することを決定した。
会場となった3大学は京都・同志社・立命館各大学であったが、このうち京都大学では会場に予定されていた法経一番教室の使用を大学当局（服部峻治郎学長）が認めようとせず、警官隊導入により抗議する学生を排除するなどしていたため当局と学生自治会である同学会（1951年の京大天皇事件の結果解散をよぎなくされ、この年の初夏、学生による全学投票を経て再建されたばかりであった）との間には険悪な雰囲気が漂っていた。復興会議は11月8日、同志社大学明徳館を会場として第1日目が開催され、全国から相当数の学生が集まった。
同時期にはまた、戦没学生記念のために製作されたにもかかわらず受け入れ先が決まっていなかった「わだつみ像」（当初東大での建立が予定されていたが東大当局の拒否により実現しなかった）が、末川博総長などの尽力によりようやく立命大に受け入れられこの地に建立されることが決まっていた。

### 事件の発生
復興会議の第4日目である11月11日、わだつみ像は立命大に到着し、当日市内では像を先頭に押し立てた「歓迎デモ」が行われていた。同じ日、京大の学生たちは会場使用を拒否した大学への抗議行動を終えたのち、わだつみ像歓迎のデモ、および立命大（当時のキャンパスは鴨川対岸（西岸）の広小路に所在）で開催中の復興会議に参加するため、約100名がデモ隊列を組んで近衛通を経由し鴨川にかかる荒神橋を渡ろうとした。
しかし京都市警はこれを「不法デモ」とみなし午後4時45分頃デモ隊の渡橋を阻止したため、学生ともみ合いになり橋の南側欄干（当時は木製）が倒れた。これにより身動きのとれなくなっていた最前列の学生15名が浅瀬に落下、うち7名が頭蓋骨折や骨盤骨折を含む重軽傷を負った。

### 市警本部での抗議行動と弾圧
他の学生は立命大での会議に参加したが、会議は市警当局に対する抗議集会に切り替えられ、市警本部に対する抗議デモが決議された。600名に上るデモ隊は夜9時頃市警本部に向かい玄関前で抗議集会を開始したが催涙弾などで強制排除され、10時過ぎに再び集合して抗議団を編成、市警本部長に面会を要求しようとした。しかしここで警官隊200名余りが学生たちに襲いかかり、学生側は後頭部を割られるなど重軽傷者70名を出した。

### 学生の処分
京大当局も学生の抗議行動に対し強硬な態度で臨んだ。11月17日には本部棟（時計台）で抗議の座り込みを行った学生に対し、警官隊を導入して排除した。また同学会による無期限ストライキが決議されると、大学当局は無期限ストは学長の告示に違反するとして12月1日には同学会および吉田分校（教養部）自治会の役員6名に無期停学などの処分を下した。最も重い処分となったのは、同学会中央執行委員として学園復興会議の開催に奔走していた（しかし荒神橋でのデモ自体には関与していなかったとされる）文学部生の松浦玲で、退学より重い放学処分となった。なお、松浦は当時、京大寄宿舎（現在の吉田寮）の舎生（寮生）であり、寄宿舎は処分に反対して松浦を引き続き在舎させようとしたが、京大当局は寄宿舎に圧力をかけて松浦を退舎させた（松浦君退寮事件）。以後、寄宿舎は寮生の入退寮権を含む自治権の拡大を目指して、大学当局と繰り返し衝突するようになった。

### 訴訟
被害者は京都市を相手どり損害賠償を求める訴訟を起こし、勝訴した。1959年10月、京都市は地裁判決に従い、総額27万円の損害賠償金を支払った。

## 関連文献
- 京都民報社、藤谷俊雄（監修） 著、岩井忠熊 編『戦後京都のあゆみ』（ハードカバー）かもがわ出版〈かもがわ選書8〉、1988年9月。ISBN 978-4-906-24742-4。
- 京都総合研究所、藤谷俊雄（監修） 著、岩井忠熊 編『京都大学の世紀―1897-1997』（単行本）紫翠会出版8、1998年7月。ISBN 978-4-916-00721-6。
- 京都大学百年史編集委員会 『京都大学百年史：総説編』 京都大学後援会、1998年
- 同 『京都大学百年史：資料編2』 京都大学後援会、2000年

当時の新聞記事、学生処分に関する大学告示などを収録。